# Énergie de Dirichlet
En mathématiques le terme d'énergie, ou énergie de Dirichlet est employé pour désigner une quantité numérique associée à une application : même si la forme précise varie selon les contextes, il s'agit de l'intégrale du carré de sa dérivée. L'énergie est une quantité associée à des problèmes de minimisation : résolution du problème de Dirichlet en théorie du potentiel, recherche de géodésiques ou d'applications harmoniques en géométrie riemannienne.
En théorie du signal il existe une énergie de forme voisine mais ne faisant pas apparaître de dérivée.

## Définition sur un ouvert de l'espace euclidien
Soit {\displaystyle \Omega \subset \mathbb {R} ^{n}} un ouvert de l'espace euclidien de dimension n. Pour toute fonction u appartenant à l'espace de Sobolev {\displaystyle H^{1}(\Omega )}, on introduit son énergie de Dirichlet
{\displaystyle E(u)={\frac {1}{2}}\int _{\Omega }\|(\nabla u)(x)\|^{2}\mathop {d} x}
La fonctionnelle énergie ainsi construite est à valeurs positives. La résolution de l'équation de Laplace {\displaystyle \Delta f=0}, avec des conditions de bord (comme le problème de Dirichlet) peut alors se reformuler comme une question de minimisation de cette énergie.
Par extension, certaines fonctionnelles proches et traitées par des arguments similaires peuvent être elles aussi qualifiées d'énergie ou d'énergie de Dirichlet. Par exemple on peut employer une norme de Sobolev plus générale, avec un exposant autre que 2. Cependant c'est avec l'exposant 2 qu'on a les calculs de dérivée fonctionnelleles plus simples.

## Définitions dans le cadre riemannien

### Énergie d'un arc et géodésiques
On se place sur une variété riemannienne, éventuellement pseudo-riemannienne (M,g). On peut alors définir la notion de gradient, et donc l'énergie d'un arc {\displaystyle \gamma :[a,b]\to M} tracé sur cette variété 
{\displaystyle E(\gamma )={\frac {1}{2}}\int _{a}^{b}\|{\dot {\gamma }}(t)\|^{2}\mathrm {d} t={\frac {1}{2}}\int _{a}^{b}g_{\gamma (t)}\left({\dot {\gamma }}(t),{\dot {\gamma }}(t)\right)\mathrm {d} t}
Dans le cas riemannien, c'est une quantité toujours positive et dans le cas pseudo riemannien, elle prend des valeurs de signe quelconque. Les points critiques de cette fonctionnelle sont les géodésiques, parcourues à vitesse uniforme (multiple du paramétrage normal). 
Le calcul d'énergie a une ressemblance formelle avec celui de la longueur, qui en diffère simplement par l'absence de l'exposant 2. Les deux quantités sont reliées par l'inégalité de Hölder
{\displaystyle L(\gamma )=\int _{a}^{b}\|{\dot {\gamma }}(t)\|\mathrm {d} t\qquad {\hbox{vérifie }}L(\gamma )^{2}\leq 2(b-a)E(\gamma )}
avec égalité si et seulement si le paramétrage est à vitesse uniforme. Les géodésiques sont en fait également des points critiques pour la longueur, cette fois-ci avec un paramétrage quelconque.

### Energie d'une application et applications harmoniques
L'énergie d'un arc peut s'interpréter comme une relation faisant intervenir une application entre deux variétés riemanniennes, la première étant le segment (qui possède une structure riemannienne canonique), et qu'on peut exprimer en ayant exclusivement recours à ces structures. En 1964, James Eells et Joseph H. Sampson introduisent la définition générale de l'énergie d'une application d'une variété riemannienne (M,g) vers une autre (N,h). Pour la calculer, on commence par ramener le tenseur métrique de N sur M par image réciproque, ce qui est la forme générale de la notion de première forme fondamentale. On prend alors l'intégrale de sa trace pour la mesure canonique de M
{\displaystyle E(\phi )={\frac {1}{2}}\int _{M}\mathrm {tr} _{g}(\phi ^{\ast }h)\mathrm {d} V_{M}}
Cette écriture suppose des conditions spécifiques d'existence (par exemple que M soit compacte et orientée). Sous cette forme, elle rend moins apparente l'intervention de la notion de dérivation ; elle est pourtant présente. En effet, la densité d'énergie qui figure sous l'intégrale peut s'exprimer, en chaque point x, à l'aide d'une carte locale
{\displaystyle e(\phi )={\frac {1}{2}}\mathrm {tr} _{g}(\phi ^{\ast }h)={\frac {1}{2}}g^{\alpha \beta }\left({\frac {\partial \phi }{\partial x^{\alpha }}}{\Big |}{\frac {\partial \phi }{\partial x^{\beta }}}\right)_{\phi ^{-1}(TN)}={\frac {1}{2}}(\mathrm {d} \phi |\mathrm {d} \phi )_{T^{\ast }M\otimes \phi ^{-1}(TN)}}
expression dans laquelle on retrouve bien le carré d'une norme, mais sur un certain fibré vectoriel associé aux deux variétés. A condition d'interpréter la notation dans ce contexte, on retrouve bien une expression familière de l'énergie
{\displaystyle E(\phi )=\int _{M}e(\phi )\mathrm {d} V_{M}={\frac {1}{2}}\int _{M}\|\mathrm {d} \phi \|^{2}\mathrm {d} V_{M}}
Les points critiques de cette fonctionnelle énergie sont appelées applications harmoniques. Les cas précédents : fonctions numériques harmoniques sur un ouvert, ou géodésiques comme immersions d'une variété de dimension 1, sont alors des cas particuliers de fonctions harmoniques en ce sens général. Lorsque M est une sous-variété riemannienne de N, l'injection canonique est harmonique si et seulement si M est une variété minimale.
Dans le cas où M n'est pas compacte orientée, la définition des applications harmoniques doit être légèrement adaptée, en utilisant une expression locale de la notion de point critique de l'énergie : on emploie pour cela l'équation d'Euler-Lagrange du calcul des variations.

### Articles liés
- Calcul des variations
- Géodésique
- Problème de l'obstacle
- Problème de Dirichlet